# Burnby
Burnby är en by i civil parish Hayton, i distriktet East Riding of Yorkshire, i grevskapet East Riding of Yorkshire, i England. Byn är belägen 6 km från Market Weighton. Burnby var en civil parish fram till 1935 när blev den en del av Hayton. Civil parish hade 103 invånare år 1931. Byn nämndes i Domedagsboken (Domesday Book) år 1086, och kallades då Brunebi.